# Малборгето-Валбруна (Ферара)
Малборгето-Валбруна је насеље у Италији у округу Ферара, региону Емилија-Ромања.
Према процени из 2011. у насељу је живело 27 становника. Насеље се налази на надморској висини од 11 м.